# Ponthieva microglossa
Ponthieva microglossa är en orkidéart som beskrevs av Rudolf Schlechter. Ponthieva microglossa ingår i släktet Ponthieva och familjen orkidéer.
Artens utbredningsområde är Colombia. Inga underarter finns listade i Catalogue of Life.